# Kurt Roger
Kurt George Roger (* 3. Mai 1895 in Auschwitz, Österreich-Ungarn; † 4. August 1966 in Wien) war ein österreichisch-amerikanischer Komponist und Musikwissenschaftler.

## Leben
Kurt Roger wuchs in Wien auf und studierte dort bei Karl Weigl und Arnold Schönberg Komposition sowie Musikwissenschaft bei Guido Adler. 1921 promovierte er bei letzterem zum Dr. phil. 1923–38 wirkte er als Lehrer für Musiktheorie und Komposition am Neuen Wiener Konservatorium. 1938, nach dem „Anschluss“ Österreichs an das Deutsche Reich, floh Roger vor den Nationalsozialisten nach London. Um seine Weiterreise nach Großbritannien vorzubereiten, hielt sich Kurt Roger vom 9. August bis zum 14. September 1938 in Basel auf.
Da seine Bemühungen um eine dauerhafte Aufenthaltsgenehmigung in England vergeblich blieben, emigrierte er 1939 weiter in die USA, wo er unter anderem an der Universität Washington lehrte. 1945 wurde ihm die amerikanische Staatsbürgerschaft zuerkannt. 1958 unterrichtete er im Rahmen eines Sommerkurses am Mozarteum in Salzburg und 1964 als Gastprofessor an der Queen’s University im irischen Belfast.
Am 4. August 1966 starb Kurt Roger bei einem Besuch in seiner alten Heimatstadt Wien. Er wurde im Urnenhain der Feuerhalle Simmering bestattet (Abteilung 8, Ring 3, Gruppe 1, Nummer 50). Sein Grab zählt zu den ehrenhalber gewidmeten bzw. ehrenhalber in Obhut genommenen Grabstellen der Stadt Wien.

## Werke
Rogers kompositorisches Schaffen umfasst 116 Werke, darunter Kompositionen für Orchester (Sinfonik und Konzerte), Chorwerke, Lieder, Kammermusik und das beim Wiener Verlag Doblinger verlegte Orgelwerk Gothic Passacaglia aus dem Jahr 1936. Stilistisch steht er seinem ersten Kompositionslehrer, dem Nachromantiker Karl Weigl, näher als Arnold Schönberg, dessen Schritt in die Atonalität er nicht mitvollzog. Gleichwohl zeigt Rogers Kontrapunktik Einflüsse durch die für Schönbergs Komponieren typische „motivische Arbeit“. Auch erinnert die Expressivität von Rogers Musik gelegentlich an die spannungsgeladene Ausdruckskunst seines zweiten Lehrers. Und schließlich dürfte Schönbergs große Aufgeschlossenheit für neue Klänge und dessen undogmatische Offenheit für alles Eigenständige und Originelle zumindest ideell auf Roger abgefärbt haben. Denn dieser trat in seinen Wiener Jahren musikschriftstellerisch als Apologet der Neuen Musik in Erscheinung. So setzte er sich beispielsweise für Strawinskys Schaffen ein.
Obwohl Roger der Tonalität verpflichtet blieb, wusste er dieser doch immer wieder neue Facetten abzugewinnen. Mit seiner relativ traditionsverbundenen Klangsprache, die zwischen der deutsch-österreichischen Romantik und einem gemäßigt modernen Neoklassizismus anzusiedeln ist, fand er einen durchaus eigenen Ton. Viele prominente Interpreten erkannten die hohe Qualität seiner Musik und führten sie auf, so das Rosé-Quartett oder die Dirigenten Erich Leinsdorf, Rafael Kubelík, Charles Groves und Jac van Steen. Nach Rogers Tod übergab dessen Witwe seinen kompositorischen Nachlass dem Archiv der Musikfreunde in Wien.